# 역사주의
역사주의(歷史主義, 독일어: Historizismus, 영어: historicism) 또는 역사법칙주의(歷史法則主義)는 가장 일반적인 용어로서는 인간 생활의 모든 현상은 물리적인 시간 공간 개념과는 따로 있는 역사적인 흐름 가운데 있고, 그 생성과 발전을 파악해야 그 본질을 이해할 수 있다는 주장을 가리키는 말이다.

## 다의성
오늘, '역사주의'라고 불리고 있는 사상적 입장은 19세기 초두의 독일로부터 시작되었다고 여겨지고 있지만, 20세기가 되고 나서, 에른스트 트레르치, 프리드리히 마이넥케의 저서에 의해서 널리 알려지게 된 개념이다. 마이넥케는 역사주의를 서구 사회가 체험한 최대의 정신 혁명이라고 하여 찬사했지만, 트레르치는 그 여러 문제와 극복을 말했다.
역사주의는 지극히 다의적인 개념이며, 그 시대·논자에 따라서 의미가 다른 것부터 주의가 필요하다.
나폴레옹 1세의 실각 후 빈 체제가 끌린 19세기 초두의 독일에서는 프랑스 혁명을 낳은 개인주의·합리주의·계몽주의적인 사상에 대한 보수적인 반동으로서 낭만주의가 등장해, 인간적·사회적 세계는 합리적으로 나뉘어 떨어지는 것이 아니고, 생명의 약동 가운데 생성·발전하는 과정이며, 이를 유기적 전체적으로 역사 속에서 파악해야 한다는 철학적 사조가 형성되고 있었다. 그러한 시대 배경 아래, 랑케는 국가를 역사적으로 발생하는 하나의 정신적, 유기체적 집합체로 간주해, 계몽사상에서의 합리주의적인 국가관을 비판했던 것이다. 과학적인 사료 비판에 근거하는 역사학은 새로운 학문으로서 서구 제국에 퍼져 갔다. 이 의미로의 역사주의는 독일 관념론이 지배적이었던 시대에 대한 반동으로서의 자연주의적인 실증주의를 의미했다.
역사주의는 낭만주의와 묶을 수 있고, 역사 연구가 자기 목적화하기에 이른 19세기의 지식인층의 근본 기분으로 여겨지기도 한다. 그곳에서는 어느 일정한 규범이나 가치가 그 민족의 역사로부터 도출되는 것이 정당화 된 것이며, 요한 그스타후 드로이젠에 의하면, 역사 이론과 윤리학은 등가라고 되었던 것이다.
빌헬름 딜타이는 자연과학과 이에 대치되는 역사학, 법학, 경제학 등의 정신과학을 구별해, 역사적 인식을 범형으로 하는 정신과학의 인식론적 특징은 과학적 '설명'이 아닌 '이해'라고 했다. 디르타이에 의해서 역사주의에 철학적인 기초가 주어지면, 트레르치에 의해서, 인간 생활의 모든 현상을 파악하려면 물리적인 시간 공간 개념과는 따로 있는 역사적인 흐름 가운데 있고, 그 생성과 발전을 파악해야 한다고 주장되게 되었다. 이러한, 인간의 사유의 근본적인 역사화에 의해서, 철학·법학·경제학·신학 등의 많은 분야에 다대한 영향이 주어져 개별의 학문의 역사화에 의해, 철학사, 법제사, 경제사, 교회사, 교의사 등의 새로운 학문 분야가 태어났다.
역사주의는 역사적으로 구성된 규범이나 가치는 그 형성의 연관에 대해서만 타당성을 가짐에 지나지 않고, 그 연관을 넘은 보편적 타당성을 가지지 않는다는 역사 상대주의를 낳았다.
이와 같이 역사주의는 다양한 분야가 많은 논자가 긴 시간을 들여 형성한 주장의 집합체였던 것이다.

## 철학

### 역사주의의 전사와 성립
헤겔은 역사 철학을 철학의 중대한 문제이다라고 한 다음, 인류의 역사는 이성(절대 정신)의 발전 과정으로 규정하여 일종의 진보적이고 인식론적인 역사관을 주장했다.
이에 대해, 란케는 과학적인 사료 비판에 근거하는 역사학이라는 견지로부터, 그러한 역사 법칙의 존재 그 자체를 부정했지만, 역사는 객관적 정신이라는 인식론·관념론적인 역사관이라는 점으로는 헤겔과 공통되고 있었다.
19세기는 '과학의 세기'라고 여겨져 인간의 모든 생활 영역에 과학적인 사상이 침식하기 시작했던 시대였다. 명랑인 학문인 자연과학에 대한, 석연치 않은 학문 (ungenaue Wissenschaften)인 문화제과학의 가치에 의문이 생기는 시대이기도 했다. 영국에서는 다윈의 영향 아래, 사회진화론이 유행하고 있었지만, 마르크스는 인식론·관념론적인 역사관을 비판해, 역사를 계급 투쟁의 장소로 하는 유물론적 역사주의인 유물사관을 과학적인 견지로부터 주장했다.
그러한 시대에서, 빌헬름 딜타이는 자연과학과 이에 대치되는 역사학, 법학, 경제학 등의 정신과학을 구별해, 역사적 인식을 범형으로 하는 정신과학의 인식론적 특징은 자연과학과는 달리 체험·표현·이해의 연관에 근거하고 있다고 했다. 이 연관은 '생'의 자기 해석이며(생철학), 역사는 이 개개의 자기 해석의 모든 객관화의 총체가 되어 역사주의에 철학적인 기초가 주어졌던 것이다. 그곳에서는, 인간 생활의 모든 현상은 객관적인 정신인 역사적인 흐름 가운데 있고, 그 생성과 발전을 파악해야 한다고 주장되게 되었지만, 이러한 여러가지로 변동하는 생을 기초에 두는 철학은 객관적 정신이라도 생의 흐름 중에서 여러가지로 변동을 하는 것이 아닌지, 라는 의문과 결합되어 역사 상대주의를 초래한 것이다.

### 역사주의의 위기와 극복
프리드리히 니체는 논문 '생에 대한 역사의 공죄' (1874년)에서, 역사주의의 극복을 처음으로 말한 인물이다. 그에게 역사학은 순수 과학인 수학과는 그 본질이 달라, 역사학이 과학으로서의 객관성을 위증할 경우에, 모든 가치는 그 무한의 역사의 흐름 안에 내던져져 파괴되어 영원의 절망과 회의를 가져오기 때문에, 역사학은 학문인 것을 멈추어 생에 종속되지 않으면 안 된다고 했다. 그곳에서는 자연주의에 서는 과학과 생이 각각 자율한 영역이어야 한다는 문제 의식이 당시 눈부신 발전을 이루고 있던 역사학을 비판하는 형태로 나타났던 것이다.
에른스트 트레르치는 자기 저서 '역사주의와 그 여러 문제' (1922년), '역사주의와 그 극복' (1924년)에서,
역사주의는, 자연주의와 대등해 서는 근대의 위대한 학문적 두 방법이라고 하면서도, 한 편으로, 역사 상대주의를 기독교와 서양 문화의 일체성을 근거로 한 문화 종합에 의해서 극복하려고 했다.
폴 틸리히는 '카이로스와 로고스' (1926년)에서, 역사적 과정에 대해 형성되는 인식 행위가 항상 미래에 열리고 있어 동시에 인식이 그 역사성에 의해서 규정되고 있다는 의미로, 역사주의를 평가해, 시대에 규정된 진리의 인식이 상대적인 것을 인정한다. 한 편으로, 티릿히는 진리의 개념을 종래 생각해져 온 절대적이고 객관적인 물건으로 파악하지 못하고, 진리 자체가 동적인 것이며, 그 현실화의 역사적 운명에 묶여 있는 것, 인식 주관의 역사적 구성 (운명에서의 원결단)과 이념의 역사적 운명이 일치할 경우에, 동적 진리는 인식될 수 있다고 하여, 역사 과정을 마치 초월해 절대적 진리를 완전하게 자기화했는지와 같이 주장하는 절대주의와 그러한 절대주의와 진리의 인식 일반을 단념하는 역사 상대주의와의 양쪽 모두를 비판해 발전시켜, 이것을 신교도 신앙과 모순될 리가 없는 '신앙적 상대주의' (derglaubige Relativismus)라고 불렀다.
신칸트주의의 빈델반트는 디르타이가 그 영역에 의해서 자연과학과 정신과학을 구별한 것을 비판한 다음, 자연과학은 '법칙 정립적' (nomothetisch)인데 대해, 정신과학은 '개성 기술적' (idiographisch)이라고 특징 지워 자연과학과 정신과학은 '영역에 의한 차이'가 아니고, '방법에 따르는 차이'에 의해서 구별된다고 하여, 정신과학에 자연과학과 다른 학문으로서의 독자성을 주장했지만, 이는 신칸트주의에 서지 않는 많은 역사학의 이론가에도 다루어질 정도의 영향력을 가졌다. 신칸트주의의 하인리히 릭카트는 게다가 빈델반트를 승계하면서도, 정신과학에 대신하는 개념으로서 '문화 과학'이라는 개념을 세워 이를 체계화했던 것 뿐만 아니라, 상대주의를 극복한 가치 철학의 구상을 세웠다. 신칸트주의는 이와 같이, 과학적인 실험 방법이 철학에도 도입되어 서서히 심리학이 독자적인 학문으로서 성립했던 시대, '철학의 독자성의 위기'가 주장되었던 시대에, 자연과학주의와의 대항으로 정신과 문화의 가치를 복권하는 시도로서 주장되었던 것이다. 역사학과 같은 사료 비판에 근거하는 철학의 연구는 연구 성과가 알기 쉽다는 특징을 가지고 있던 적도 있어, 그 후의 강단 철학의 방향성을 기초 붙였다.

#### 신역사주의
1950년대 이후, 종래의 역사주의를 비판하는 형태로 '표상 (Representations)'잡지를 근거지로 한 비평가 집단이 나타났다. 이 흐름을 신역사주의라고 일반적으로 불러, 그 이론적 뼈대는 미셸 푸코의 언설론과 권력론에 있다. 즉, 신역사주의에서 역사는 객관적으로 확고한 사실로서가 아니고, 이야기꾼에 의해서 끝없이 재편되어 가는 이야기의 언설(담론)로서 다루어진다. 대표적 논객으로서 스티븐 그린브랏트를 들 수 있다.

## 법학
역사 법학을 참조.

## 경제학
역사학파를 참조.

## 참고 문헌
- 헬벨트 슈네이데르밧하 저·코토우 테츠아키 역 '헤겔 이후의 역사 철학' (호세 대학 출판국, 1994)
- 헬벨트 슈네이데르밧하 저 박순남, 후나야마 토시아키, 나이토 타카시 역 '독일 철학사 1831‐1933' (호세 대학 출판국)
- 사사키 히로미츠 '유사주의의 징후 속의 문화제과학' (인문학보 85호, 1998년)

## 같이 보기
- 역사 철학
- 역사학파
- 역사 법학
- 신역사주의

## 관련 인물
- 게오르크 지멜
- 야코프 부르크하르트
- 막스 베버
- 에드문트 후설
- 컬 멘가
- 그스타후 폰 슈모라